# Managua Fútbol Club
O Managua Fútbol Club é um clube de futebol com sede em Manágua, Nicarágua.

## Títulos
Fonte:
- Campeonato Nicaraguense de Futebol: 2018 (Apertura), 2024-25
- Campeonato Nicaraguense de Futebol (segunda divisão): 2009–10